# Мориарти, Майкл (телекомментатор)
Майкл Мориарти (ирл. Mícheál Ó Muircheartaigh, англ. Michael Moriarty; 20 августа 1930 — 25 июня 2024) — ирландский теле- и радиоведущий, спортивный телекомментатор гэльских игр на RTÉ. На протяжении более 60 лет комментировал матчи по гэльскому футболу и хёрлингу, за что был удостоен прозвища «голос гэльских игр» (англ. voice of Gaelic games). Рекордсмен Книги рекордов Гиннесса за самую продолжительную карьеру спортивного комментатора

## Ранние годы
Майкл Мориарти родился в местечке Дуншин, около города Дингл в графстве Керри 20 августа 1930 года. Вырос на семейной ферме, учился в Дингле. В сентябре 1945 года поступил в ирландоязычную школу Coláiste Íosagáin в Балливурни (графство Корк) на педагогическое отделение. В сентябре 1948 года был переведён на последний курс колледжа Святого Патрика в Драмкондра.

## Карьера комментатора
В начале марта 1949 года на Кроук Парк прошёл конкурс на будущего комментатора матчей по гэльским играм: в рамках конкурса группа студентов комментировала матч по хёрлингу, и каждому давали по пять минут времени. Среди участников был и Мориарти, который прежде ни разу не видел матчи, однако он знал, что комитет, который определял победителя конкурса, также не мог посмотреть матч. В своих воспоминаниях он рассказывал следующее о своём первом матче:

Для меня это была новая игра, однако я знал одного человека. Это был вратарь команды Университетского колледжа Дублина по имени Тайг Хёрли. Он учился в школе в Дингле и занимался хёрлингом, поскольку его отец был банкиром и проводил время в Типперэри или Корке. В тот момент, когда начался мой период, он отразил фантастический удар. И он вынес мяч (я это очень хорошо помню) за боковую линию, к трибуне Касака на поле, на 80 ярдов. Однако снаряд был перехвачен игроком команды противника. И судьи не могли увидеть того, чего не было. Кто же был назначен вбрасывать мяч в игру? Единственный человек, которого я знал — Тайг Хёрли. И он исполнил прекрасную подачу — Кристи Ринг не подал бы лучше. Мяч приземлился аккурат перед воротами железнодорожников, далее был грубый фол против чистового форварда, и последовал пенальти. И кто был назначен пробивать пенальти? Тайг Хёрли. Это была лучшая индивидуальная игра, какую довелось видеть на Кроук Парке. Ему понадобилось чуть больше минуты, чтобы забить этот гол. Пока он всё это делал, я рассказал о его брате Бобе, который учился в классе Донала, и о его сестре, которая приезжала на побережье Дуншин каждое лето. В общем, так он забил пенальти. Я видел, как играли Ди Джей Кэри, Ники Рэкард и Кристи Ринг. Но никто из них не мог показать ту игру, какую показал он в тот день. Вот так всё это началось!
Оригинальный текст (англ.)'Twas a new game to me. But I knew one person. He was in goal for UCD and his name was Tadhg Hurley. He went to school in Dingle and he had hurling because his father was a bank manager and had spent time in Tipperary or Cork. The moment my minute started, he was saving a fantastic shot. And he cleared it away out, I can still see it, out over the sideline, Cusack Stand side of the field, eighty yards out. But it was deflected out by a member of the opposition. The adjudicators couldn't see that that didn't happen. Who was called out to take the line-ball? The only person I knew, Tadhg Hurley. And he took a beautiful line-ball—Christy Ring never took better. He landed it down in front of the Railway goal, there was a dreadful foul on the full-forward, and there was a penalty. And who was called up to take the penalty? Tadhg Hurley. 'Twas the best individual display ever seen in Croke Park. It took him at least a minute to come from the Canal goal up. And while he was coming up I spoke about his brother Bob, who was in Donal's class, and his sister who used to come out to Dún Síon strand during the summer. So eventually he took the penalty. I've seen DJ Carey, I've seen Nicky Rackard, I've seen Christy Ring. None of them could ever equal the display he gave that day... Sin mar a thosaigh sé!

По итогам конкурса именно Мориарти был выбран победителем и удостоился права комментировать финал Кубка Железнодорожников по хёрлингу 1949 года в День Святого Патрика. Вскоре он окончил колледж Святого Патрика, а в 1952 году окончил Университетский колледж Дублина, получив степень бакалавра искусств. В 1953 году он получил диплом о педагогическом образовании. В начальных и средних школах Дублина, большинство из которых управлялось Конгрегацией христианских братьев, он преподавал экономику и бухгалтерское дело. До 1980-х годов он занимался преподаванием, пока не стал полноценным сотрудником спортивного вещания RTÉ. С самого начала своей карьеры комментатора он комментировал Всеирландский чемпионат среди юниоров, делая это на ирландском языке, а иногда подменял Майкла Хэра, когда у того не было возможности комментировать. После ухода на пенсию Хэра Мориарти стал ведущим радиокомментатором матчей.
Характерный стиль комментария Мориарти называли «майклизм» (англ. Michealism) за интересные обороты речи, а сам он считал наиболее сильной стороной своей работы знание ирландского языка. По акценту слушатели понимали, что репортаж ведёт именно носитель ирландского языка. Благодаря этому стилю и знанию ирландского он завоевал большую популярность в стране. Ближе к концу карьеры он комментировал матчи на RTÉ Radio 1. В 2005 году вышла его автобиография «От Дуншина до Кроук Парка» (англ. From Dún Sion to Croke Park).
5 марта 1988 года Майкл Мориарти провёл выпуск шоу Saturday Live на RTÉ 1. В 1990 году он комментировал квалификационный забег Английское дерби гончих и даже взял интервью у принца Эдварда, чья гончая выиграла забег.
Помимо всего прочего, Мориарти вёл спортивную колонку в ирландоязычной газете Foinse, выходившей в качестве приложения к Irish Independent по средам.

## Завершение карьеры
16 сентября 2010 года Майкл Мориарти объявил о том, что скоро завершит карьеру радиоведущего.
19 сентября 2010 года Мориарти провёл свой последний финал Всеирландского чемпионата по гэльскому футболу: перед началом финала его прыжок был запечатлён фотографами. 30 октября итого же года он провёл последний комментарий в эфире RTÉ вместе с бывшим игроком сборной Мита по гэльскому футболу Бернардом Флинном — это был матч по футболу по смешанным правилам (смесь австралийского и гэльского) между командами Австралии и Ирландии.

## Вне гэльских игр
Участвовал в озвучке выпущенных для PlayStation 2 симуляторах гэльского футбола Gaelic Games: Football (2005) и Gaelic Games: Football 2 (2007).
В 2007 году на Фестивале Святого Патрика Мориарти был выбран в качестве командующего парадом (англ. Parade Grand Marshal) председателем фестиваля, который тем самым признал большой вклад Мориарти в распространение ирландской культуры и её развитие. В 2011 году он на тех же основания был назначен командующим парадом Святого Патрика в канадском Торонто.
Майкл Мориарти также стал героем видео Mícheál Ó Muircheartaigh - Making a ham sandwich, которое было опубликовано на форуме Reddit.
В 2011 он вошёл в число официальных лиц кругосветной регаты Volvo Ocean Race, встречая участников на финише регаты и комментируя события: парусный спорт был одним из увлечений Мориарти.
24 апреля 2016 года Мориарти выступил на Кроук Парк на мероприятии Laochra по случаю 100-летия Пасхального восстания, прочитав отрывок на ирландском и на английском.

## Личная жизнь
Был женат, воспитал дочь Дорин, которая помогала ему в подготовке ряда репортажей (в том числе и прощального). Племянник жены Джон Магуайр вёл несколько передач на RTÉ.
25 июня 2024 года Майкл Мориарти умер в больнице Дублина в возрасте 93 лет.

## Награды
- Включён в Книгу рекордов Гиннесса как обладатель самой продолжительной карьеры спортивного комментатора в прямом эфире — 62 полных года (с 17 марта 1949 года по 30 октября 2010 года)[25]
- Премия «Джейкоб»[англ.] (1992) за лучший репортаж (RTÉ Radio 1[англ.], программа Sunday Sport)[6]
- Почётный доктор Голуэйского университета (1999) за заслуги перед телерадиовещанием[26]
- Единственный член символической сборной GAA—GPA[англ.] 2020 года[27]. Награда вручена к 90-летию Мориарти; в связи с пандемией COVID-19 и приостановкой розыгрыша всех турниров ГАА больше никому не вручалась[28].
- Медаль Дня основания Университетского колледжа Дублина (2007)[29].